# Klimaspillet og verdens fattige 5-6
Klimaspillet og verdens fattige 5-6 er en dansk dokumentarfilm fra 2010 med instruktion og manuskript af Jesper Heldgaard og Bo Illum Jørgensen.

## Handling
Forventningerne var enorme forud for COP15, klimakonferencen i København i 2009 - ikke mindst fra udviklingslandene? Filmen følger repræsentanter fra Bangladesh, Bolivia, Kenya og Vietnam under de hektiske dage i Bella Center fra den forsigtigt optimistiske start frem mod den skuffende afslutning. Det første program dækker konferencens første uge, hvor håbet om at nå en aftale stadig levede. Det andet program skildrer, hvordan håb og optimisme afløses af resignation, forvirring, vrede og frustration, efterhånden som troen på en ambitiøs klimaaftale rinder ud - og "Hopenhagen" bliver til "Brokenhagen".
Filmen følger op på Klimaspillet og verdens fattige 1-4, der besøgte de fire lande før COP15.